# Гвамађоре
Гвамађоре (итал. Guamaggiore) је насеље у Италији у округу Каљари, региону Сардинија.
Према процени из 2011. у насељу је живело 944 становника. Насеље се налази на надморској висини од 214 м.

## Становништво
| 1936. | 1951. | 1961. | 1971. | 1981. | 1991. | 2001. | 2011. |
| ----- | ----- | ----- | ----- | ----- | ----- | ----- | ----- |
| 842   | 1.068 | 1.172 | 1.118 | 1.168 | 1.112 | 1.082 | 1.050 |